# Дыбка степная
Дыбка степная (лат. Saga pedo) — вид кузнечиков подсемейства дыбок. Самый крупный кузнечик России. Занесён в Красную книгу МСОП, Европейский Красный список, Приложение 2 Бернской конвенции, в Красные книги Украины и РФ в категорию 2 (сокращающийся в численности вид).

## Описание

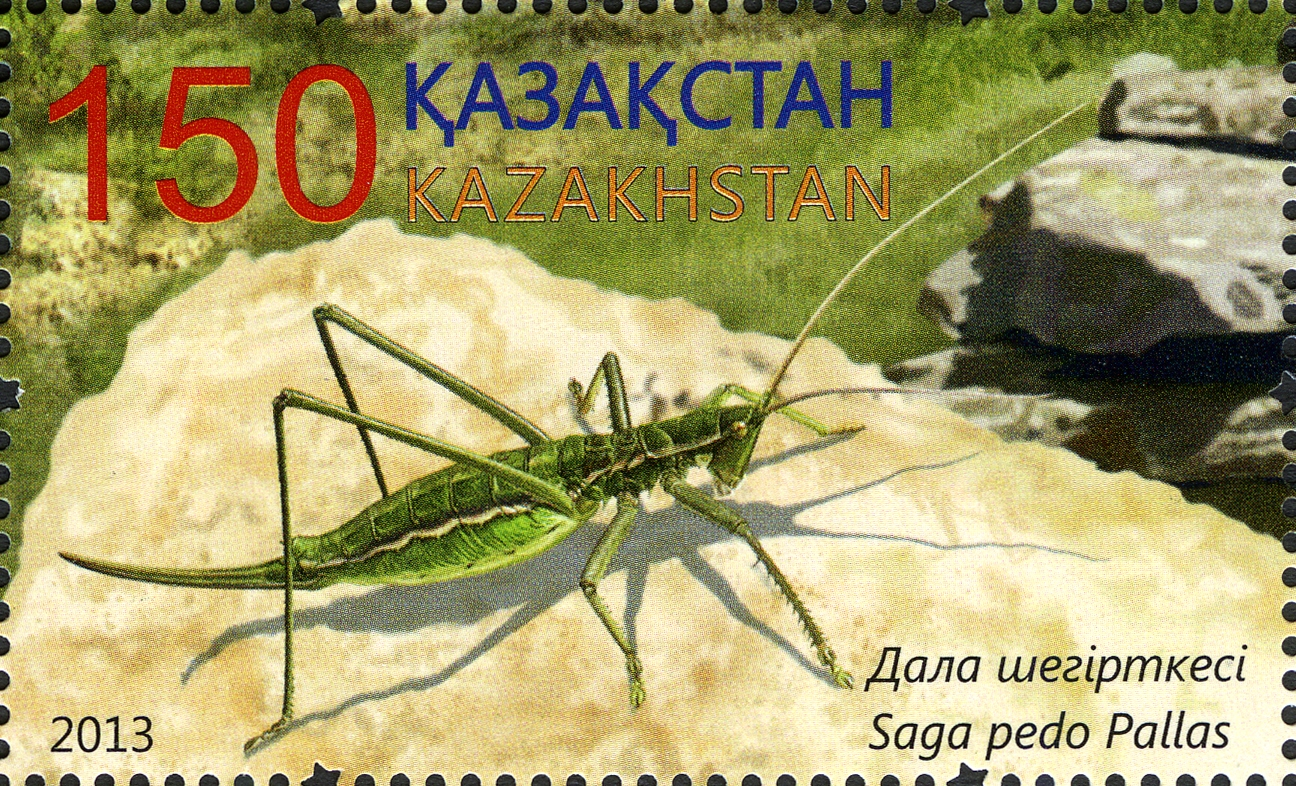
На почтовой марке Казахстана, 2013

Длина тела самки без яйцеклада 7—8 см, длина яйцеклада 3—4 см. Крылья имеют вид очень коротких рудиментов или вообще отсутствуют. Тело сильно вытянутое, голова с резко скошенным книзу и к заду лбом. Передние и средние бёдра несут на нижней поверхности многочисленные сильные шипы. Задние ноги удлинённые, но не прыгательные (хотя дыбка может прыгать с высоты). Тело зелёное или зеленовато-жёлтое, по бокам с жёлтой продольной каймой.

## Распространение
Степная дыбка распространена в Южной Европе, на Украине, в Молдавии, Грузии, Казахстане, Киргизии. В России заселяет участки нераспаханных степей (Курская, Воронежская, Липецкая, Тамбовская, Самарская, Саратовская, Волгоградская, Ростовская, Астраханская, Челябинская, Оренбургская и Курганская области, Ставропольский край, Краснодарский край,  республики Башкирия, Татарстан, Чечня, Калмыкия, Северная Осетия и Дагестан).

## Биология
Предпочитает злаково-разнотравные и, прежде всего, ковыльные целинные степи; встречается и в других аридных ландшафтах (кустарниково-каменистых или полынных степях), где заселяет только овраги и другие понижения с обильной злаково-травянистой растительностью, а также участки, поросшие кустарником. Личинки и имаго держатся в густом травостое, на кустах и небольших деревьях. В дельте Дона взрослые степные дыбки регулярно встречаются в зарослях тёрна.
Размножение партеногенетическое; существующие в литературе сведения о находках самцов степной дыбки относятся в действительности к другим видам рода Saga, в частности, к дыбке седлоносной. Партеногенез по типу облигатной телитокии. Предполагается, что степная дыбка — тетраплоидный вид (имеет 68 хромосом, что вдвое больше, чем у седлоносной дыбки и Saga gracillipes с 33 и 31 хромосомами соответственно). Самка приступает к кладке яиц спустя три—четыре недели после имагинальной линьки, откладывая яйца в почву небольшими порциями в течение всей жизни. Даже после естественной смерти в теле самки остаётся до десятка и более яиц. Выходящая из яйца личинка имеет размер около 12 мм; в своём развитии до имаго она проходит через восемь возрастов в течение 25 дней.
Личинки и взрослые являются подстерегающими хищниками, как и другие дыбки. Высокая активность наблюдается ночью, охотятся преимущественно на кобылок и кузнечиков, а также на других насекомых — богомолов, мелких жуков и клопов. Как и у других крупных хищных насекомых, популяции разрежены.

## Лимитирующие факторы и охрана
Ареал и общая численность неуклонно сокращаются вследствие интенсивного разрушения естественных мест обитания. Процесс замещения агроценозами целинных ковыльных степей привёл к резкому сокращению популяций степной дыбки на большей части её исходного ареала, однако не был однозначно фатальным фактором, поскольку обойдённые распашкой овраги и иные понижения рельефа, обычно с густой травянистой и древесно-кустарниковой растительностью сыграли роль естественных убежищ. Эти местообитания оказались для вида достаточно благоприятными, отвечающими особенностям его биологии и поведения, тем более что дробление популяции и пространственное разобщение особей мало существенны для насекомого с чисто партеногенетическим способом размножения. Основную опасность для существования степной дыбки в настоящее время представляет применение инсектицидов. Степная дыбка охраняется в Жигулёвском, Хопёрском, Башкирском, Центрально-чернозёмном, Северо-Осетинском и Карадагском заповедниках. Необходимо создание мелких особо охраняемых природных территорий на базе естественных рефугиумов при непременном условии полного отказа от инсектицидных обработок прилегающих пахотных земель. На полях в пределах всего ареала вида следует сохранять уцелевшие нераспаханные участки, оберегая их от сенокошения и, в особенности от пожаров или вырубки кустарников и деревьев.